# Prosena lurida
Prosena lurida är en tvåvingeart som beskrevs av Walker 1861. Prosena lurida ingår i släktet Prosena och familjen parasitflugor. Inga underarter finns listade i Catalogue of Life.